# Andria Bitadze
Andria Bitadze (grúzul: ანდრია ბითაძე) (Tbiliszi, 1997. május 17. — ) grúz válogatott vízilabdázó, a Dinamo Tbiliszi játékosa center poszton.

## Sportpályafutása
Szülővárosában kezdett vízilabdázni az Iveriában, majd miután többször is bajnoki címet szerzett, bekerült a hazája korosztályos válogatottjába. A junior válogatott tagjaként 2013-ban tizenharmadik-, majd egy évvel később pedig tizenhatodik helyen végzett a junior Európa-bajnokságon. A Jovan Popović vezette felnőtt válogatottban 2015-ben mutatkozott be.

## Eredmények

### Válogatottal

#### Grúzia

##### Junior válogatott
- Európa-bajnokság: 13. hely: Valletta, 2013
- Európa-bajnokság: 16. hely: Tbiliszi, 2014

##### U19-es válogatott
- Európa-bajnokság: 10. hely: Alphen aan den Rijn, 2016

##### Felnőtt válogatott
- Európa-bajnokság: 14. hely: Belgrád, 2016
- Európa-bajnokság: 13. hely: Barcelona, 2018